# Vòng loại Giải vô địch bóng đá thế giới 2026 – Khu vực châu Âu (Bảng K)
Vòng loại Giải vô địch bóng đá thế giới 2026 khu vực châu Âu – Bảng K là một trong 12 bảng đấu của UEFA tại vòng loại Giải vô địch bóng đá thế giới để xác định những đội tuyển giành quyền tham dự giải vô địch bóng đá thế giới 2026 tại Canada, Mexico và Hoa Kỳ. Bảng K bao gồm 5 đội tuyển: Albania, Andorra, Anh, Latvia và Serbia. Các đội sẽ thi đấu với nhau trên sân nhà và sân khách theo thể thức vòng tròn tính điểm từ tháng 3 đến tháng 11 năm 2025. Tuy nhiên, vì Serbia đã tham dự vòng play-off thăng hạng/xuống hạng Nations League vào tháng 3 nên đội tuyển này sẽ bắt đầu chiến dịch vòng loại vào tháng 6 năm 2025. 
Đội nhất bảng sẽ trực tiếp giành quyền tham dự World Cup 2026, còn đội nhì bảng sẽ tiến vào vòng 2 (vòng play-off).

## Bảng xếp hạng
| VT | Đội     | ST | T | H | B | BT | BB | HS | Đ | Giành quyền tham dự |         | Anh     | Albania | Serbia  | Latvia  | Andorra |
| -- | ------- | -- | - | - | - | -- | -- | -- | - | ------------------- | ------- | ------- | ------- | ------- | ------- | ------- |
| 1  | Anh     | 3  | 3 | 0 | 0 | 6  | 0  | +6 | 9 | FIFA World Cup 2026 |         | —       | 2–0     | 13 th11 | 3–0     | 6 th9   |
| 2  | Albania | 4  | 1 | 2 | 1 | 4  | 3  | +1 | 5 | Vòng 2              |         | 16 th11 | —       | 0–0     | 9 th9   | 3–0     |
| 3  | Serbia  | 2  | 1 | 1 | 0 | 3  | 0  | +3 | 4 |                     |         | 9 th9   | 11 th10 | —       | 16 th11 | 3–0     |
| 4  | Latvia  | 3  | 1 | 1 | 1 | 2  | 4  | −2 | 4 |                     | 14 th10 | 1–1     | 6 th9   | —       | 11 th10 |         |
| 5  | Andorra | 4  | 0 | 0 | 4 | 0  | 8  | −8 | 0 |                     | 0–1     | 13 th11 | 14 th10 | 0–1     | —       |         |

## Các trận đấu
Lịch thi đấu được công bố bởi UEFA sau khi bốc thăm. Thời gian là CET/CEST, được liệt kê bởi UEFA (giờ địa phương, nếu có sự khác biệt, sẽ được hiển thị trong ngoặc đơn).
| Andorra | 0-1                             | Latvia     |
| ------- | ------------------------------- | ---------- |
|         | Chi tiết (FIFA) Chi tiết (UEFA) | - Šits 58' |

| Anh                           | 2-0                             | Albania |
| ----------------------------- | ------------------------------- | ------- |
| - Lewis-Skelly 20' - Kane 77' | Chi tiết (FIFA) Chi tiết (UEFA) |         |

| Albania                       | 3-0                             | Andorra |
| ----------------------------- | ------------------------------- | ------- |
| - Manaj 9', 19' - Uzuni 90+2' | Chi tiết (FIFA) Chi tiết (UEFA) |         |

| Anh                              | 3-0                             | Latvia |
| -------------------------------- | ------------------------------- | ------ |
| - James 38' - Kane 68' - Eze 76' | Chi tiết (FIFA) Chi tiết (UEFA) |        |

| Andorra | 0-1                             | Anh      |
| ------- | ------------------------------- | -------- |
|         | Chi tiết (FIFA) Chi tiết (UEFA) | Kane 50' |

| Albania | 0-0                             | Serbia |
| ------- | ------------------------------- | ------ |
|         | Chi tiết (FIFA) Chi tiết (UEFA) |        |

| Latvia               | 1-1                             | Albania                   |
| -------------------- | ------------------------------- | ------------------------- |
| - Černomordijs 45+4' | Chi tiết (FIFA) Chi tiết (UEFA) | - Černomordijs 29' (l.n.) |

| Serbia                              | 3-0                             | Andorra |
| ----------------------------------- | ------------------------------- | ------- |
| - A. Mitrović 12', 24', 53' (ph.đ.) | Chi tiết (FIFA) Chi tiết (UEFA) |         |

| Latvia | v                               | Serbia |
| ------ | ------------------------------- | ------ |
|        | Chi tiết (FIFA) Chi tiết (UEFA) |        |

| Anh | v                               | Andorra |
| --- | ------------------------------- | ------- |
|     | Chi tiết (FIFA) Chi tiết (UEFA) |         |

| Albania | v                               | Latvia |
| ------- | ------------------------------- | ------ |
|         | Chi tiết (FIFA) Chi tiết (UEFA) |        |

| Serbia | v                               | Anh |
| ------ | ------------------------------- | --- |
|        | Chi tiết (FIFA) Chi tiết (UEFA) |     |

| Latvia | v                               | Andorra |
| ------ | ------------------------------- | ------- |
|        | Chi tiết (FIFA) Chi tiết (UEFA) |         |

| Serbia | v                               | Albania |
| ------ | ------------------------------- | ------- |
|        | Chi tiết (FIFA) Chi tiết (UEFA) |         |

| Andorra | v                               | Serbia |
| ------- | ------------------------------- | ------ |
|         | Chi tiết (FIFA) Chi tiết (UEFA) |        |

| Latvia | v                               | Anh |
| ------ | ------------------------------- | --- |
|        | Chi tiết (FIFA) Chi tiết (UEFA) |     |

| Andorra | v                               | Albania |
| ------- | ------------------------------- | ------- |
|         | Chi tiết (FIFA) Chi tiết (UEFA) |         |

| Anh | v                               | Serbia |
| --- | ------------------------------- | ------ |
|     | Chi tiết (FIFA) Chi tiết (UEFA) |        |

| Albania | v                               | Anh |
| ------- | ------------------------------- | --- |
|         | Chi tiết (FIFA) Chi tiết (UEFA) |     |

## Cầu thủ ghi bàn
Đang có 15 bàn thắng ghi được trong 8 trận đấu, trung bình 1.88 bàn thắng mỗi trận đấu (tính đến ngày 10 tháng 6 năm 2025).
3 bàn
- Harry Kane
- Aleksandar Mitrović

2 bàn
- Rey Manaj

1 bàn
- Myrto Uzuni
- Eberechi Eze
- Reece James
- Myles Lewis-Skelly
- Antonijs Černomordijs
- Dario Šits

1 bàn phản lưới nhà
- Antonijs Černomordijs (trong trận gặp Albania)